# 9242 Olea
9242 Olea (1998 CS3) là một tiểu hành tinh vành đai chính được phát hiện ngày 6 tháng 2 năm 1998 bởi E. W. Elst ở Đài thiên văn Nam Âu.